# ジョージ・エヴァンス (第2代カーベリー男爵)
第2代カーベリー男爵ジョージ・エヴァンス（英語: George Evans, 2nd Baron Carbery、1759年2月2日没）は、イギリスの政治家、貴族。ホイッグ党所属。

## 生涯
初代カーベリー男爵ジョージ・エヴァンスとアン・スタッフォード（Anne Stafford、1757年12月30日没、ウィリアム・スタッフォードの娘）の息子として生まれた。
1734年イギリス総選挙でウェストベリー選挙区から出馬して僅差で当選した。議会では1739年にパルド協定に反対したが、1741年イギリス総選挙で大勝した後は常に与党を支持する投票をした。1747年イギリス総選挙では出馬せず、議員を退任した。
1749年8月28日に父が死去すると、カーベリー男爵の爵位を継承、11月22日にアイルランド貴族院議員に就任した。
1759年2月2日に死去、息子ジョージが爵位を継承した。

## 家族
1732年5月23日、フランシス・フィッツウィリアム（Frances Fitzwilliam、1789年7月30日没、第5代フィッツウィリアム子爵リチャード・フィッツウィリアムの娘）と結婚、2男1女をもうけた。
- ジョージ（1789年没） - 第3代カーベリー男爵
- ジョン（1738年 – 1803年） - 第5代カーベリー男爵
- フランシス・アン（1802年7月12日没） - 1756年9月、エドワード・ウォーター・ウィルソン（Edward Warter Wilson）と結婚。その後、エリーザー・デイヴィー（Eleazer Davey）と再婚

結婚により毎年2,500ポンドの収入が得られたが、1743年9月には財政難に陥り、1734年3月より毎年初代エグモント伯爵ジョン・パーシヴァルに200ポンドを支払う必要があったにもかかわらず900ポンド滞納していたという。以降も家計は悪化の一途を辿り、1758年にはアイルランドでの領地年収5,000ポンドのうち、4,000ポンドを借金返済に充てなければならなかった。